# Coriolano Alberini
Coriolano Alberini (Milán, Italia; 27 de noviembre de 1886-Buenos Aires; 18 de octubre de 1960) fue un filósofo que realizó labor docente en la Universidad de Buenos Aires y la Universidad de La Plata durante la Reforma Universitaria. Introdujo autores europeos alternativos al positivismo predominante en el entorno académico argentino y acompañó la acción transformadora que realizaba la reforma del 1918 sobre el aspecto institucional de la Universidad.

## Biografía
Hijo de una pareja italiana de recursos modestos que emigraban a Argentina, llegó a Buenos Aires en 1887, con solo tres meses. A los tres años, un ataque de poliomielitis lo obligó a usar muletas el resto de su vida.
A los 12 años inició su bachillerato en el Colegio Nacional de Buenos Aires.
En 1906 comenzó sus estudios universitarios en la Facultad de Filosofía y Letras y en la Facultad de Derecho y Ciencias Sociales de la Universidad de Buenos Aires, que siguió de manera simultánea hasta el 4.º año, cuando decidió dedicarse exclusivamente a los estudios filosóficos.
En 1907 escribió una monografía para la cátedra de Ética y Metafísica, a cargo de Rodolfo Rivarola, titulada Amoralismo subjetivo, que fue publicada en 1908 en la revista Nosotros.
En 1908 escribió otra monografía (La raza en el fenómeno económico), esta vez para la cátedra de Sociología, cuyo titular era Ernesto Quesada, que fue publicada en 1911, por la Revista de la Universidad de Buenos Aires, bajo el título de El arrianismo histórico y la economía social.
Dio su examen general en 1911 con una exposición crítica hacia el positivismo, corriente a la que pertenecían todos los miembros del tribunal: el Decano, José Nicolás Matienzo; Alejandro Korn -que todavía no había abjurado de la doctrina spenceriana-, José Ingenieros, Francisco Quesada, Juan Chiabra y Rodriguez Etchart. Este hecho vino preparado por un ambiente donde el positivismo, aunque declinante, todavía contaba con la adhesión de los profesores (a los mencionados podemos añadir los nombres de Carlos Octavio Bunge, Horacio Piñero, Rodolfo Rivarola, Guillermo Keiper y Alfredo Ferreira), que enseñaban las doctrinas de Spencer, Stuart Mill, Auguste Comte, Giuseppe Sergí y Ernst Haeckel; mientras Alberíni leía a Bergson, los idealistas italianos (Benedetto Croce, Giovanni Gentile, el llamado "padre del fascismo", y los epistemólogos franceses (p. ej. Émile Meyerson).
Entre 1912 y 1924 dirigió la Revista de la Universidad de Buenos Aires.
En 1918 fue nombrado Profesor adjunto de Psicología y en 1920 asumió la cátedra de Introducción a la Filosofía.
Impulsó la candidatura para el decanato de Alejandro Korn - decano entre 1918 y 1921, período en el cual Alberini fue miembro del Consejo directivo de la facultad - y de Ricardo Rojas -entre 1921 y 1924.
Desde 1921 y hasta 1923 acompañó como vicedecano a Rojas. A partir de ese año fue delegado en el Consejo Superior de la Universidad de Buenos Aires.
En 1925 asumió por primera vez como decano, mandato que prolongó hasta 1928 y que repitió entre 1931 y 1932; y entre 1936 y 1940.
En su prolongada labor en la universidad, intervino en la reforma del plan de estudio, en el proyecto del Instituto de Filología, en la creación de la Cátedra de Historia de la Filosofía Contemporánea, impulsó ampliaciones edilicias, trajo profesores extranjeros, y creó la sección de didáctica, entre otras acciones.
También combatió al positivismo en la Facultad de Humanidades y Ciencias de la Educación de la Plata. En esta institución asumió como profesor de la cátedra de Gnoseología y Metafísica, en 1923
En 1926 viajó a Estados Unidos, para participar del VI Congreso Internacional de Filosofía, en la Universidad de Harvard, como delegado argentino. Su aporte versó sobre 'La influencia de la filosofía en la obtención de la paz internacional'. Conoció allí a Gilson y Hartmann. Más tarde, ese mismo año, viajó a Italia, donde asistió a clases de Giovanni Gentile, y conoció a Benedetto Croce. Al finalizar el año se dirigió, invitado por la Sociedad FIlosófica Francesa para dar una conferencia, a París. En Francia visitó a Émile Meyerson y a Bergson. El objetivo de estos viajes fue observar la enseñanza universitaria de la filosofía en Estados Unidos y Europa, tarea que le encomendaron el Poder Ejecutivo de la Nación y la Universidad de Buenos Aires.
En 1930 volvió a viajar, esta vez a Alemania, donde nuevamente se encontró, en Berlín, con Einstein (que había conocido y tratado largamente en la visita de este a Argentina en 1925). En Friburgo se entrevistó con Husserl y Heidegger. En Münich conoció personalmente a Oswald Spengler.
Alberini fue dos veces Vicerrector de la Universidad de Buenos Aires, en 1928 y en 1940.
Un ataque de hemiplejia en 1943 condicionó sus actividades, por lo que en 1946 se retiró de la docencia. El Consejo Directivo de la Facultad de Filosofía y Letras de la Universidad de Buenos Aires lo nombra Profesor Honorario y Vitalicio.
Su última función pública fue la de Vicepresidente del 1.er Congreso Nacional de Filosofía, que en 1949 tuvo lugar en la Universidad Nacional de Cuyo, Mendoza.

## Pensamiento
• Propugna como método filosófico la intuición racional. Esta intuición es activa o productiva, como la del idealismo alemán, distanciándose de la intuición pasiva de Bergson, que quiere ser inmune de todo apriorismo. Admite la crítica bergsoniana a la razón, en cuanto razón formal, pero no en cuanto tiende a disolver la conciencia racional. 
• La filosofía más plausible en el estado actual de la cultura es el idealismo racional: idealismo, porque la conciencia solo puede afirmar la realidad como hecho psíquico; y racional, porque la actividad de la conciencia es relacionante, es decir, pensamiento.
• Hace culminar su idealismo en una doctrina de la personalidad, entendida como individualidad autoconciente y eficiente, implica la posibilidad de que ciertos actos tengan raíz en la personalidad, es decir, sean libres. 
• La filosofía está limitada por la persona del filósofo y sus preferencias; y por el fondo axiológico nacional al que pertenece el filósofo, que determina el motivo de su reflexión. Esta se debe elevar a la objetividad de lo universal para ser considerada filosofía.
• Alberini ve en Bergson “el conductor de la ofensiva última y triunfal contra el positivismo”, pero lo asimila críticamente. Acepta las conclusiones del filósofo francés sobre la ciencia: espacializa el tiempo, y tiene raíz intuitiva no obstante su estructura conceptual. También está de acuerdo con aceptar que la intuición es experiencia integral y objetiva, y que la realidad por excelencia debe buscarse en la conciencia. De cualquier modo, indica que la intuición de la realidad externa no está probada en Bergson, y que la intuición de la conciencia, a diferencia de lo que piensa el francés, también está refractada en el espacio, por lo tanto no es pura. La parte más importante de la crítica de Alberini a Bergson está orientada a mostrar que su reflexión tiende a disolver la personalidad y la libertad: el “Elan” es una fuerza fatalmente creadora, fundamento de un pensamiento panteista, que atenta contra la individualidad de la persona.
• La psiquis es la forma subjetiva de la vida, el espíritu es esencialmente subjetivo. No se puede admitir la existencia en sí de la cultura o el espíritu objetivo, este es la actividad de los hombres en comunidad, es una cosa más que un “espíritu”. Sin embargo admite que el individuo se forma anímicamente por el paisaje y la tradición: no existe individuo sin nacionalidad. La nacionalidad está esencialmente constituida por su fondo axiológico.
• La personalidad humana es el resorte del proceso histórico, La elección del rumbo depende de las metas axiológicas que se anhela desde dentro de la historia. Los actos humanos están sometidos al mundo orgánico, al reino biológico, antropológico, al reino de la psicología inconsciente, y al elemento espiritual, todos estos son pensados como factores teléticos.
• Alberini también se dedicó al estudio del pensamiento argentino y su historia, que clasificó en pre-independiente e independiente, y este último en iluminista, romántico, positivista y la reacción antipositivista, de tendencias idealistas, y posteriormente fenomenológicas y existencialistas.

## Publicaciones
- "Introducción a la axiogenia", en Revista Humanidades. La Plata, 1921, t. 1. En Coriolano Alberini, Escritos de Etica. Mendoza: Universidad Nacional de Cuyo, Facultad de Filosofía y Letras, Instituto de Filosofía, 1973.
- "El problema ético en la filosofía de Bergson", en Anales del Instituto Popular de Conferencias de La Prensa. Buenos Aires, 1925, t. XI. Reproducido en Coriolano Alberini, Escritos de Etica. Mendoza: Universidad Nacional de Cuyo, Facultad de Filosofía y Letras, Instituto de Filosofía, 1973.
- "La reforma epistemológica de Einstein, en Revista de la Universidad de Buenos Aires, 1925.
- "La filosofía y las relaciones internacionales", en Verbum. Buenos Aires, 1927, n.º 69.
- Die Deutsche Philosophie in Argentinien. Berlín, 1930
- "English Influences in Culture and Thought", en Philosophy to day, Londres, 1928
- "La cultura filosófica en la Argentina", Actas del primer Congreso Internacional de Filosofía, Mendoza, 1949
- "Génesis y evolución del pensamiento filosófico argentino", Cuaderno de filosofía, N.º 7, FFyL UBA, 1953
- Problemas de la historia de las ideas filosóficas en la Argentina. La Plata: Universidad Nacional de la Plata, 1966.